# Holochilus
Holochilus é um género de roedor da família Cricetidae.

## Espécies
- Holochilus brasiliensis (Desmarest, 1819)
- Holochilus chacarius Thomas, 1906
- Holochilus sciureus Wagner, 1842